# Koninkrijk Hongarije (1867-1918)
Het koninkrijk Hongarije was na de Ausgleich in 1867 een koninkrijk binnen het Hongaarse landsdeel (Transleithanië) van de Oostenrijks-Hongaarse dubbelmonarchie. Het was binnen Transleithanië een apart bestuurlijk gebied, naast het koninkrijk Kroatië en Slavonië (vanaf 1868) en Fiume met gebied. Met het ontstaan van het nieuwe koninkrijk in 1867 kwam ook een einde aan de autonomie van het grootvorstendom Zevenburgen, dat voortaan volledig in het koninkrijk Hongarije werd geïncorporeerd.
Tijdens zijn bestaan binnen de Dubbelmonarchie van 1867 tot 1918 kende het koninkrijk een sterke economische groei. Technologische vooruitgang vormde ook aan katalysator voor industrialisatie en verstedelijking. Kapitalistische productiemethoden verspreidden zich over het land tijdens deze vijftig jaar en er werd een einde gesteld aan overbodige middeleeuwse instellingen. Vooral tegen de vroege twintigste eeuw onderging het koninkrijk Hongarije een snelle economische groei. Het bruto nationaal inkomen per capita groeide met ongeveer 1,45% per jaar van 1870 tot 1913. Dit was een zeer stevige groei in vergelijking met andere Europese landen zoals het Verenigd Koninkrijk (1,00%), Frankrijk (1,06%) en Duitsland (1,51%).
Het koninkrijk Hongarije was op zijn beurt ingedeeld in zogenaamde comitaten.
Na de Asterrevolutie in oktober 1918 kwam er een einde aan het koninkrijk en werd Hongarije voor de eerste keer een republiek: de Democratische Republiek Hongarije.
1867–1918

In de Rijksraad vertegenwoordigde koninkrijken en landen (Cisleithanië):
hertogdom Boekovina · koninkrijk Bohemen · koninkrijk Dalmatië · koninkrijk Galicië en Lodomerië · hertogdom Karinthië · hertogdom Krain · Küstenland (vorstelijk graafschap Görz en Gradisca, markgraafschap Istrië, vrije rijksstad Triëst) · markgraafschap Moravië · Neder-Oostenrijk · Opper-Oostenrijk · hertogdom Salzburg · Tsjechisch-Silezië · hertogdom Stiermarken · vorstelijk graafschap Tirol en land Vorarlberg

De landen van de Heilige Hongaarse Stefanskroon (Transleithanië):
Fiume met gebied · koninkrijk Hongarije · koninkrijk Kroatië en Slavonië . Militaire Grens (1867-1882)

Gemeenschappelijk bestuurd: condominium Bosnië en Herzegovina (1878-1918) . Novi Pazar met gebied (1878-1908) . Karpatische passengebied (1918) . bezette zone Tianjin (1901-1917)
Voor of in 1867 opgeheven

koninkrijk Illyrië (tot 1850) · vojvodschap Servië en Temesbanaat (tot 1860) · Koninkrijk Lombardije-Venetië (tot 1866) · grootvorstendom Zevenburgen (tot 1867)